# Lio Piccolo
Otok Lio Piccolo [lìo pìkolo]) je otok v severnem predelu Beneške lagune v Jadranskem morju. Upravno spada pod italijansko deželo Benečija (pokrajina Benetke). Kot tudi nekateri drugi beneški otoki in same Benetke, je tudi Lio Piccolo pravzaprav skupina otočkov, ki ležijo tesno drug ob drugem in so povezani z mnogimi mostovi, večkrat kar z nasipi. V tem primeru je celo sporno, kateri od teh otočkov so vključeni v skupno poimenovanje, tako da se površina otoka lahko različno oceni; če se upošteva samo osrednji otok, ne presega 45 ha, toda skupaj z ostalimi lahko naraste do skoraj 3 km².
Ime otoka izhaja iz latinskega poimenovanja Litus Minor, kar pomeni "malo obrežje", medtem ko je bil nasproti ležeči kraj na kopnem imenovan Litus Major, to je "veliko obrežje". V starorimskih časih je bil vhod v laguno obvezno speljan med ta dva kraja, ki sta bila tedanja carinarnica. Na to spominjajo arheološka najdišča ob otoku, ki sestojijo iz dveh velikih skladišč in nekaterih manjših zgradb iz rimske dobe. Čeprav so ti ostanki delno pod morsko gladino, je dobro vidno njihovo bogato tlakovanje z mozaiki.
Tudi v naslednjih stoletjih je bil Litus Minor važno naselje in sedež župnije ter samostana, dokler ni bil ob koncu štirinajstega stoletja zapuščen, verjetno zaradi pogrezanja. Šele leta 1696 je bila sezidana nova cerkev, otok se je preimenoval v Lio Piccolo in počasi je bil spet poseljen. V zadnjih desetletjih preteklega stoletja se je pa ponovno izpraznil. Trenutno je tu samo nekaj desetin občasnih kmetovalcev.